# Tiidrek Nurme
Tiidrek Nurme (* 11. November 1985 in Kuressaare, Estnische SSR, UdSSR) ist ein estnischer Leichtathlet, der sich auf den Langstreckenlauf spezialisiert hat, aber auch im Mittelstreckenlauf an den Start geht.

## Sportliche Laufbahn
Erste internationale Erfahrungen sammelte Tiidrek Nurme bei den Crosslauf-Weltmeisterschaften 2005 in Saint-Étienne, bei denen er im Kurzrennen nach 13:47 min Rang 129 belegte. 2007 belegte er bei den U23-Europameisterschaften in Debrecen im 5000-Meter-Lauf in 13:57,51 min den fünften Platz und nahm anschließend über diese Distanz an der Sommer-Universiade in Bangkok teil und belegte dort in 14:23,50 min Rang zehn. Im Jahr darauf qualifizierte er sich im 1500-Meter-Lauf für die Olympischen Spiele in Peking und schied dort mit neuem Landesrekord von 3:38,59 min in der ersten Runde aus. 2009 schied er bei den Halleneuropameisterschaften in Turin im 3000-Meter-Lauf mit 8:08,81 min in der Vorrunde aus und anschließend wurde er bei den Studentenweltspielen in Belgrad in 14:09,29 min Fünfter über 5000 Meter. Anschließend startete er bei den Weltmeisterschaften in Berlin über 1500 Meter, scheiterte dort aber mit 3:43,73 min im Vorlauf.
2010 nahm er erstmals an den Europameisterschaften in Barcelona teil, erreichte dort über 5000 Meter mit 13:49,19 min aber nicht das Finale. Im Jahr darauf wurde er bei der Sommer-Universiade in Shenzhen in 14:05,03 min Vierter über 5000 Meter und 2012 erreichte er bei den Europameisterschaften in Helsinki in 13:51,29 min Rang 16. 2013 klassierte er sich bei den Studentenweltspielen in Kasan in 14:08,02 min auf dem achten Rang und 2014 erreichte er bei den Europameisterschaften in Zürich in 14:13,89 min Rang zehn.
2016 nahm er im Marathonlauf an den Olympischen Spielen in Rio de Janeiro teil und erreichte dort nach 2:20:01 h Rang 63. Im Jahr darauf belegte er dann bei den Weltmeisterschaften in London in 2:20:41 h den 40. Platz. Bei den Leichtathletik-Europameisterschaften 2018 in Berlin wurde er nach 2:15:16 h Neunter und 2019 erreichte er bei den Weltmeisterschaften in Doha in 2:17:38 h Rang 26. Bei den Halbmarathon-Weltmeisterschaften 2020 in Gdynia wurde er in 1:02:20 h 41. und gelangte beim Taipeh-Marathon nach 2:16:11 h auf Rang drei. 2021 startete er über die Marathondistanz erneut bei den Olympischen Spielen in Tokio und landete dort nach 2:16:16 h auf dem 27. Platz. Im Jahr darauf belegte er bei den Europameisterschaften in München mit 2:12:46 h auf dem elften Platz und 2023 wurde er bei den Weltmeisterschaften in Budapest nach 2:15:$1 h 31. Anschließend gelangte er bei den Straßenlauf-Weltmeisterschaften in Riga nach 14:06 min auf den 30. Platz über 5 km. Im Jahr darauf wurde er bei den Europameisterschaften in Rom nach 1:05:00 h 40. im Halbmarathon und bei den Straßenlauf-Europameisterschaften 2025 Löwen gelangte er nach 2:14:02 h auf den zwölften Platz.
In den Jahren 2006, 2009 und 2010, 2012 und 2014 wurde Nurme estnischer Meister im 1500-Meter-Lauf sowie 2006 und 2007, 2011, 2017 und von 2019 bis 2021 über 5000 Meter und 2019 auch im 10.000-Meter-Lauf und 2022 und 2023 im Halbmarathon. In der Halle siegte er 2007 und von 2009 bis 2012 über 1500 Meter sowie von 2006 bis 2008 und 2011 und 2012 im 3000-Meter-Lauf.

## Persönliche Bestleistungen
- 1500 Meter: 3:38,59 s, 15. August 2008 in Peking (estnischer Rekord)
  - 1500 Meter (Halle): 3:46,10 min, 19. Februar 2011 in Tallinn
- Meile: 3:59,74 min, 9. August 2011 in Viljandi (estnischer Rekord)
- 2000 Meter: 5:06,02 min, 16. Juli 2008 in Joensuu (estnischer Rekord)
- 3000 Meter: 7:48,24 min, 11. Juli 2014 in Dublin (estnischer Rekord)
  - 3000 Meter (Halle): 7:55,37 min, 10. Februar 2010 in Stockholm
- 5000 Meter: 13:31,87 min, 15. April 2010 in Walnut
  - 5000 Meter (Halle): 14:29,29 min, 10. Februar 2012 in Düsseldorf
- 10.000 Meter: 28:37,58 min, 5. Juni 2021 in Birmingham
- Halbmarathon: 1:02:20 h, 17. Oktober 2020 in Gdynia
- Marathon: 2:10:02 h, 23. Februar 2020 in Sevilla